# Digitaria purpurea
Digitaria purpurea är en gräsart som beskrevs av Jason Richard Swallen. Digitaria purpurea ingår i släktet fingerhirser, och familjen gräs. Inga underarter finns listade i Catalogue of Life.